# 澳大利亚众议院

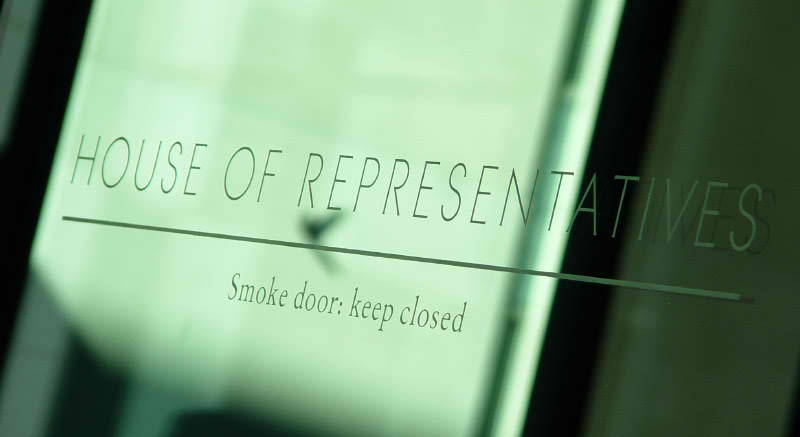
众议院入口

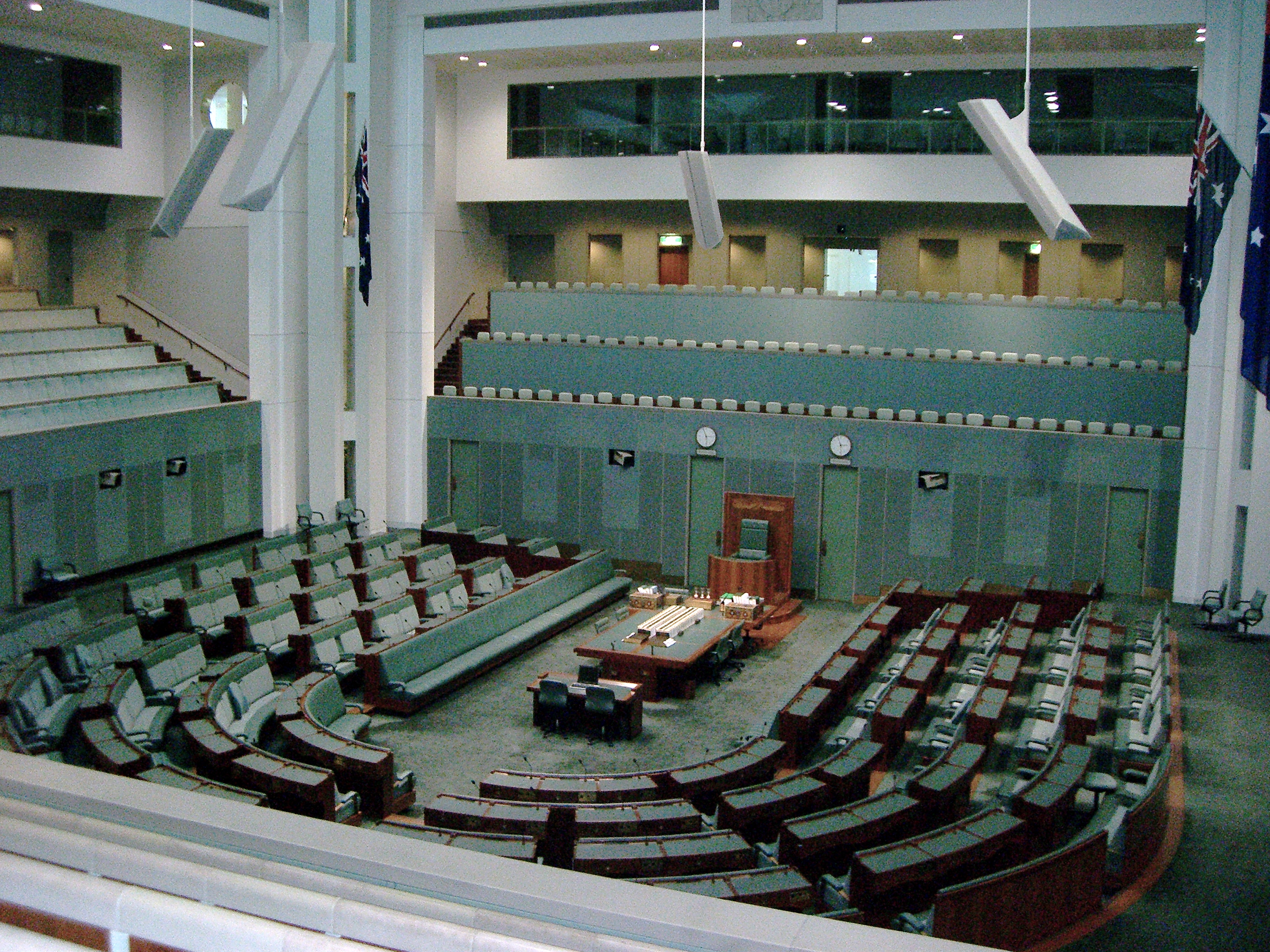
众议院内部

澳大利亚众议院（英語：Australian House of Representatives）是澳大利亚国会的两院之一。众议院也被称作下院，同时，参议院被称为上院。众议院议员被称为MP（Member of Parliament），而参议院议员被称为Senator。众议院议员的任期最多为自到任起的三年，但是也可能因为提前选举或解散议会而缩短。
现在的议会是第48屆澳洲國會。最近的一次联邦选举在2025年5月3日举行。工黨赢得了150个席位中的94个席位并组成多數政府。联盟黨占据了43个席位，成为反对党。綠黨、中間聯盟和凱特黨党各自占有一个席位，剩下10个席位为无党籍人士。如果没有提前选举，本届众议院任期将到2028年5月或6月结束。
澳大利亚众议院目前总共有150个议席，每个选区通过强制投票的办法选出1名议员代表该选区。议员人数并不是固定的，可以随着选举重新分布导致的边界变更而变化。最近的议会整体人数扩充发生在1984年大选，议员人数从125人增加到148人。1993年大选，议员人数减为147人，1996年大选又恢复成148人，2001年增至150人，2019年增至151人，再於2025年減至150人。
澳大利亚众议院實行選擇投票制而非領先者當選，眾議員經轉移選票後，必須在單一選區獲得50%的選票才能當選。

## 起源和职能
1900年，澳大利亚联邦宪法确立了众议院作为刚成立的联邦澳大利亚的自治领政府的一部分。众议院會議由议长（Speaker）主持，各眾議員由各个选区选举产生。“一票一值”立法要求所有的选区拥有大致相等的选民人数。然而一个选区的选民的基线人数是由这个选区所在的州的选民人数决定的。结果与其他州相比，最小的州和领地在各个选区人数上有更大的差别：最小的选区大约有6万选民而最大的大约有12万选民。同时较大的州的选区内的选民人数更为平均，大部分选区有8万5到10万选民。投票是根据排序复选制。 根据要求完整表达偏好的投票被记为有效。这之后允许两党首选投票的计算。
每个州和领地的选区数量是由其人口决定的。中央选举委员会專員通过把全联邦人口除以参议员人数的两倍确定选区的定额。每个州或领地的人口根据这一定额划分选区。根据澳大利亚宪法，所有创始州保证有至少五个席位。联邦议会决定澳大利亚首都领地和北领地各自应有至少一个席位。
根据宪法，参众两院的权力是几乎相对等的，立法需要两院都准许才能通过。差别主要体现在税务立法上。根据惯例，在下议院中能控制多数投票的人受总督之邀组建政府。实践中这意味着占众议院多数议席的党派或党派联盟的党魁成为总理，并能够该党派在两院的其他被选举成员成为不同政府部门的负责人。预算案只能在下议院提出，因此只有在下议院拥有多数的党派能够支配。在现行的澳大利亚政党制度中，这事实上保证了投票的一致性和执政党永远在投票中占多数。
反对党的主要角色是在合适的地方对政府的政策和立法提出反对的声音，并且试着在质问时间和立法辩论中尽可能多地让政府对被问到的重要问题负责。
不過，因為參議院實行近乎比例代表制的選舉制度，執政黨較難在參議院獲得單獨多數。最近的时期中，唯一一次执政党在参议院占有多数席位是在2005年7月到2007年12月。因此，預算案在参议院的投票更有意义。由于缺乏参议院多数，众议院的委员会系统并不总像参议院委员会系统那样富有成效。
作为对英国下议院的反映，众议院的主导色是绿色。然而，1988年开放的新议会大厦选用了桉树的色调。另外与英国下议院不同的一点，中立议员的座位安排与美国众议院的安排类似，弯曲成弧线，连接对立的双方。相比英国议会里对立的两党面对面而坐，澳洲议会的座位安排暗示了这是个更多合作，更少对立的系统。
澳大利亚议会的议员常常互相发表侮辱性的言论，导致议长不得不援用惩戒措施来维持秩序。
自2015年起，澳大利亚联邦警察装备自动步枪出席联邦议会会议厅。

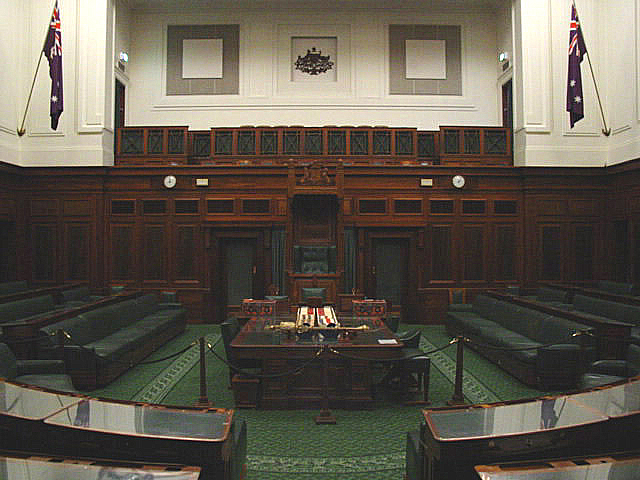
眾議院舊議事廳（1927年～1988年使用）

## 联邦会议厅
联邦会议厅是第二个辩论议事厅，这里探讨由众议院呈交的相对不太有争议的事务。然而，联邦会议厅不能发起任何议会事务或对其进行最终决定，它的职责是两者其中的部分。
联邦会议厅设立于1994年，以减轻众议院的负担：不同的事务可以同时在众议院和联邦会议厅处理。这个设计不是很正式，只有三个法定成员：众议院代议长，一名政府人员，一名非政府人员。决议必须全体一致才能通过，任何有分歧的决议会被送回众议院。
联邦会议厅是通过众议院會議常規创建的： 因此它是众议院的从属部分，只能在众议院会议期间进行会议。当众议院進行表決时，联邦会议厅的成员必须返回众议院投票。
联邦会议厅位于众议院的一个委员会房间内，该房间根据其用途而特制，并与众议院中轴成直线。
由于其作为主要委员会的独特职责，一些提议建议更改其名称以避免与其他议会委员会混淆，如“第二会议厅” 和“联邦会议厅”。 众议院后来采取了後者的提议。
1998英国下议院报告提到，借鉴澳大利亚联邦会议厅的设计，设立一个专门的机构加快事务处理的想法。后来威斯敏斯特厅便承担了这一功能。

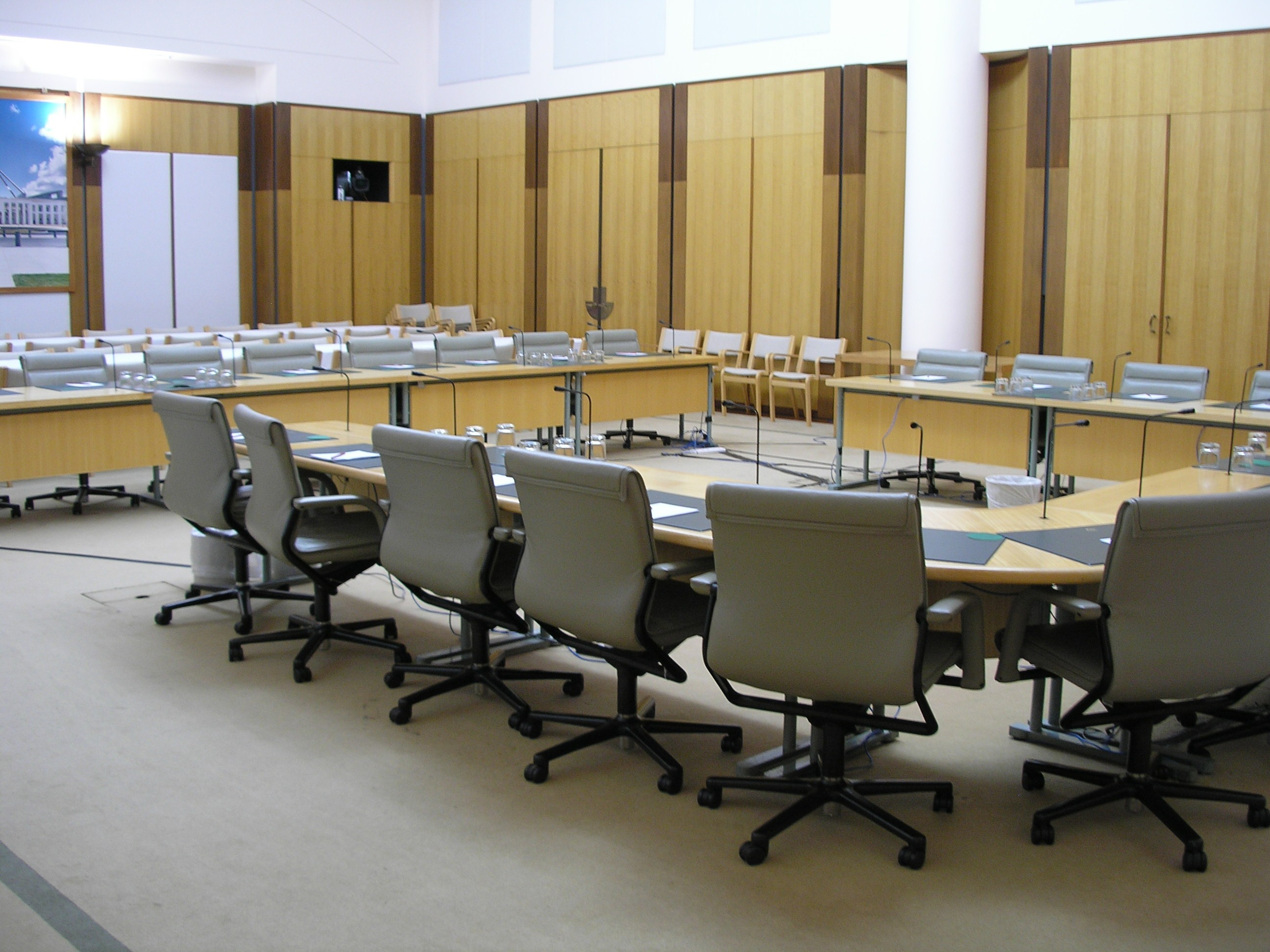
联邦会议厅

## 選舉结果
以下列出自1901年以来的第一选择得票率、两党择一得票率以及席位结果：